# 佐々布光林坊
佐々布 光林坊（ささふ/さそう こうりんぼう）は、朝倉氏の家臣。越前国平吹城主。代々、光林坊と称した。姓は佐々生とも。

## 略歴
越前国丹生郡佐々布村の式内社・佐々牟志神社の別当坊の出身と考えられ、南条郡平葺保を知行所とした。『当国御陳之次第』によると、初代の光林坊は文明11年（1479年）の金津夜討で討死している。
永正3年（1506年）、加賀の一向一揆が越前国へ侵攻して九頭竜川の北岸まで迫ったとき、朝倉貞景は朝倉宗滴を大将とした一揆討伐軍を編成して一揆と戦ったが、この戦いに2代目の光林坊も出陣して一揆勢に大勝した（九頭竜川の戦い）。しかし大永7年（1527年）、宗滴が足利義晴の入洛の供奉をして三好氏の率いる四国勢と京都の泉乗寺口で合戦をしたとき、宗滴に従って戦い、一族の青蓮坊・左京進とともに討死した（川勝寺口の戦い）。
3代目の光林坊掟運は天文20年（1551年）7月11日に死没し、4代目の光林坊掟俊は弘治元年（1555年）、宗滴が一向一揆を討つため加賀に侵攻したとき、陣中で病を得て一乗谷へ帰陣したが、掟俊はそのまま百余騎を率いて岡山に陣を布いて一向一揆と対戦し、永禄11年（1568年）、足利義昭が朝倉館を訪れた際には託美の屋敷の前で辻固の警護を行った。
朝倉氏滅亡後、掟俊は織田信長に帰順して本領を安堵されるが、天正2年（1574年）3月7日、七里頼周を大将とした一向一揆に攻撃され、居城から脱出して敦賀へ逃げようとしたが、ホノケ山の菅谷峠で追い詰められて自害した。
また、掟俊の子息は京都に落ち延びて比叡山の僧となった後、朝倉氏の旧臣で薬種商を営んでいた向田兵衛の婿養子となり、天正8年（1580年）には前田利家の眼病を治癒した功績により屋敷地を与えられた。その後、加賀藩4代藩主の前田利高が徳川家光より偏諱を受けて光高と称すと、これに遠慮して香林坊と改め、これがのちに香林坊の由来となる。
子孫は町役人や藩の勘定役人を務め、明治時代の終わり頃に金沢を出て岐阜、京都で商売をして栄えた。現在は京都府長岡京市に在住している。